# Hôtel de la Salle

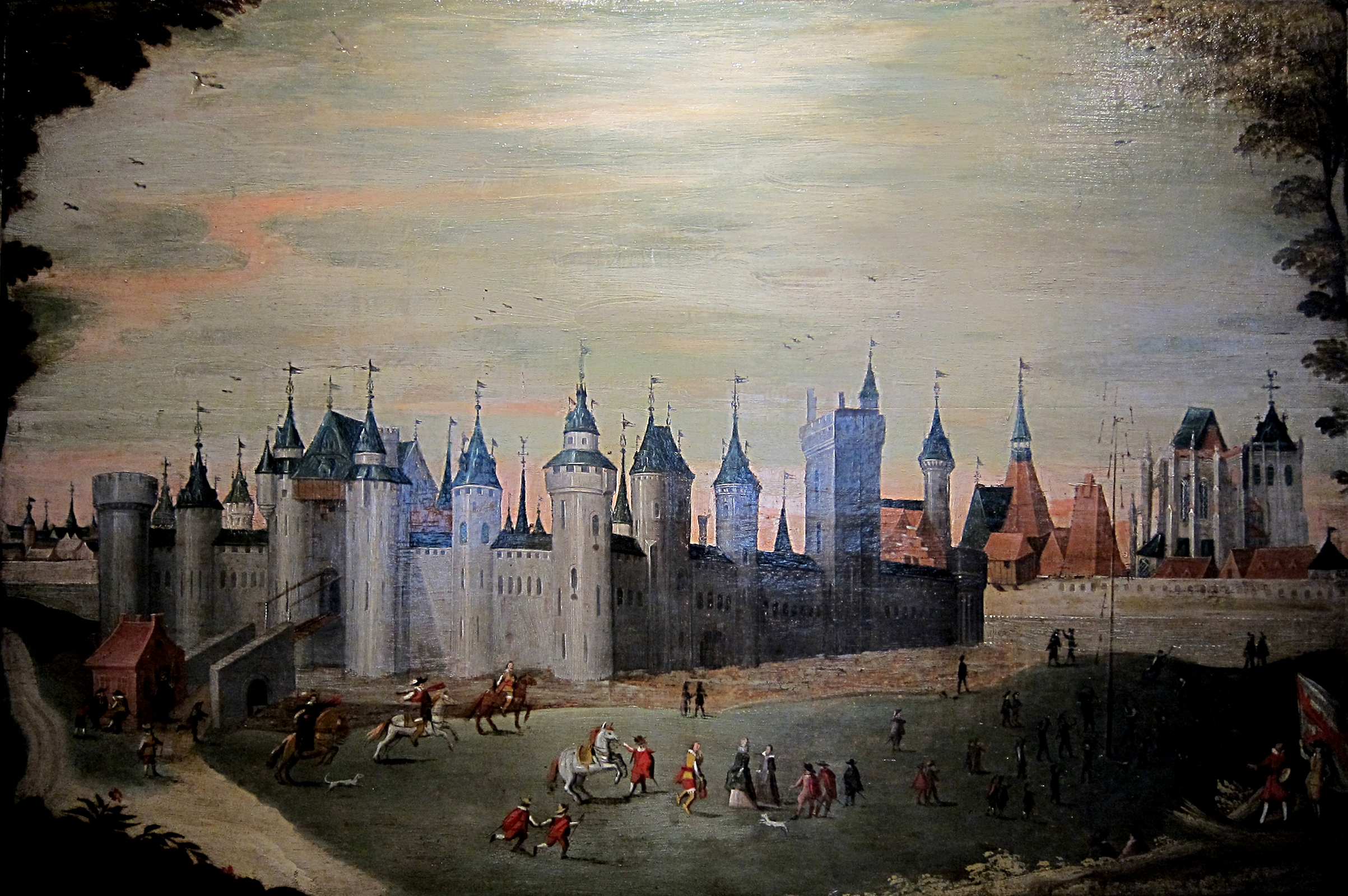
Op dit 17e-eeuwse schilderij steken de gebouwen van de Salle uit boven de stadsmuur, tussen het kasteel van Kortrijk (links) en de Sint-Pieterskerk (rechts)

Het Hôtel de la Salle was het voormalige kasteel van de graven van Vlaanderen in de Noord-Franse stad Rijsel. Het bevond zich tussen de Sint-Pieterskerk en het Hospice Comtesse, op de oevers van de Deule. Het beschikte over een donjon en over een extensie, die vermoedelijk op palen in de rivier was gebouwd.

## Geschiedenis
Rijsel is vermoedelijk ontstaan uit een grafelijke villa. Graaf Boudewijn V van Vlaanderen en zijn vrouw Adela van Mesen stichtten in hun castrum het illustere Sint-Pieterskapittel. Volgens een oorkonde van dat kapittel uit 1066 bevatte het kasteel, behalve de aula comitis en de Sint-Pieterskerk, ook een muntatelier en een tuin. Het werd doorsneden door de openbare weg naar Ieper. Op zeker ogenblik werd het kasteel versterkt door de aanbouw van de motte Madame, waar een burggraaf gevestigd werd. Graaf Diederik van de Elzas liet een Onze-Lieve-Vrouwekapel inrichten bij het kasteel. In 1237 werd het Hospice Comtesse toegevoegd aan het kasteeldomein. Dat laatste was de zetel van het feodale hof van de kasselrij Rijsel en later van het soeverein baljuwschap Rijsel-Douai-Orchies.
Aan het begin van de Frans-Vlaamse oorlog in 1297 werd de gravenzoon Robrecht van Bethune in Rijsel belegerd door de Fransen. Een stenen projectiel doorboorde toen het dak van zijn kasteel en doodde twee ridders naast hem. Na de verovering van de stad verbleef koning Filips de Schone ruim een maand in het kasteel. Vanwege de kwetsbaarheid ervan beval hij in 1299 de bouw van het kasteel van Kortrijk. Toch bleef de Salle in gebruik als grafelijke residentie.
Ook de hertogen van Bourgondië behielden de Salle als een centrum van hun macht. In 1386 formaliseerde Filips de Stoute zijn grafelijke Audiëntie tot de Camere van den Rade, gevestigd in de Salle. Hieruit verzelfstandigden zich de Raad van Vlaanderen en de Rekenkamer van Vlaanderen. De eerste instelling verhuisde in 1405 naar Oudenaarde en de tweede in 1413 naar het Hôtel de la Poterne. Ook de Staten van Vlaanderen kwamen soms samen in de Salle, zoals in 1413. Het gebouw bleef een hoofdresidentie waar de hertogen onregelmatig en meestal voor kortere periodes verbleven.
De ligging op de rivier noopte tot herhaalde reparaties, onder andere in 1415 onder Jan zonder Vrees, en het was hoedanook krap voor de uitdeinende hofhouding van de hertogen. Een inventaris uit 1419 biedt het meest complete beeld van het complex, dat bestond uit vier vleugels rond een binnenkoer. Er waren verschillende torens en een recente staatsiezaal (salle de parement). Voor de komst van de hertog Jan van Bedford en Anna van Bourgondië in 1427 werden nieuwe brandglasramen geplaatst. Op 5 september 1451 legde een brand een groot deel van het kasteel in de as. Hoewel Filips de Goede ondertussen de bouw van het Palais Rihour plande, liet hij de Salle toch herstellen. Het Banket van de Fazant vond er plaats op 17 februari 1454.
In 1515 verkocht keizer Karel V het Hôtel de la Salle aan de stad Rijsel. De gouverneur en het baljuwschap namen voortaan hun intrek in het Palais Rihour, dat vanaf dan soms ook werd aangeduid als Hôtel de la Salle. De kasteelkapel werd in die periode gesloopt en niet veel later ook het kasteel zelf. Een keizerlijke ordonnantie van januari 1524 transfereerde alle feodale rechten die aan de Salle verbonden waren naar het nieuwe paleis.

## Voetnoten
1. ↑  Brigitte Meijns, Aken of Jeruzalem? Het ontstaan en de hervorming van de kanonikale instellingen in Vlaanderen tot circa 1155, vol. 1, 2000, p. 479-481